# Tiwal

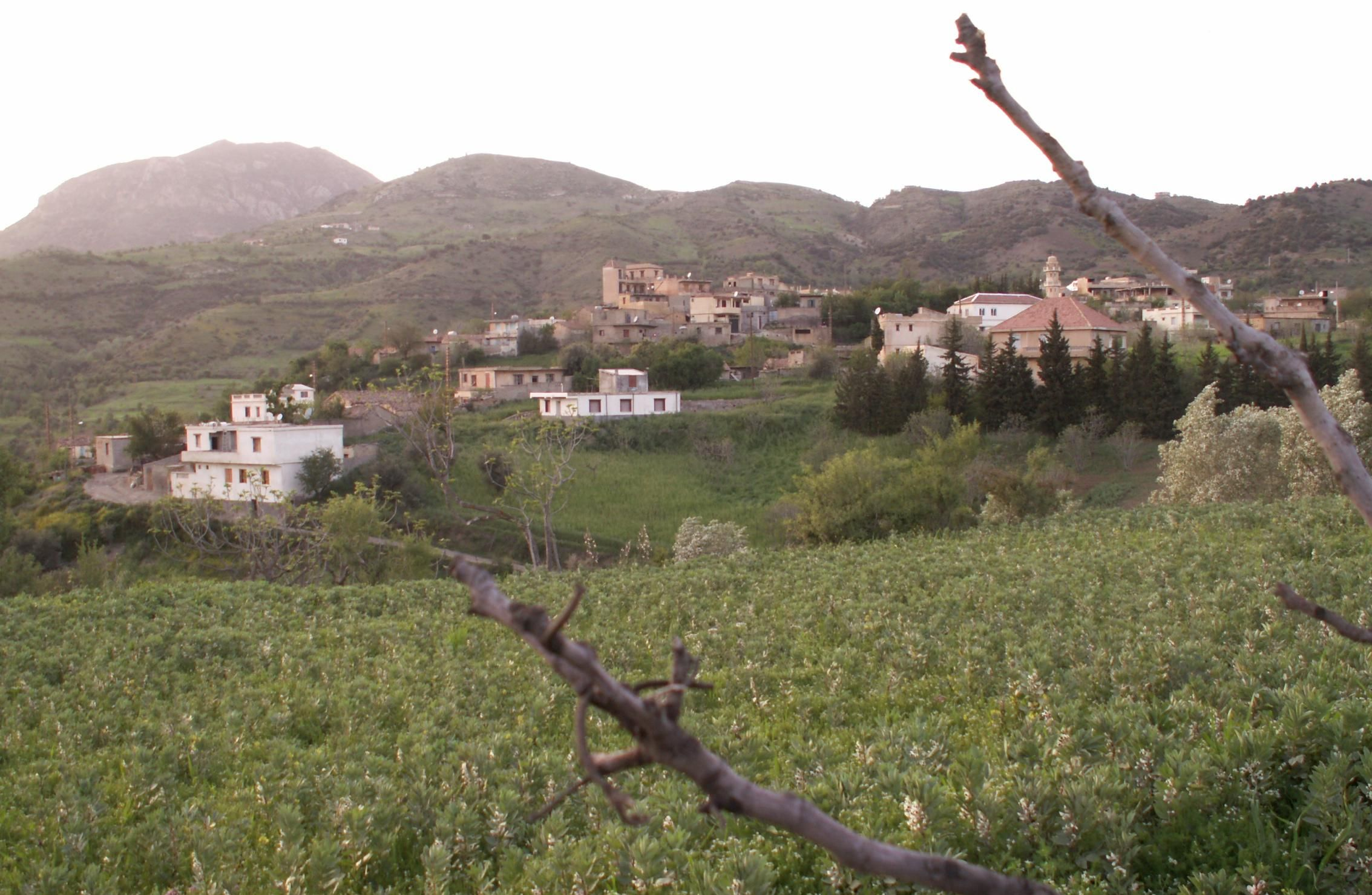
Tiwal falu látképe

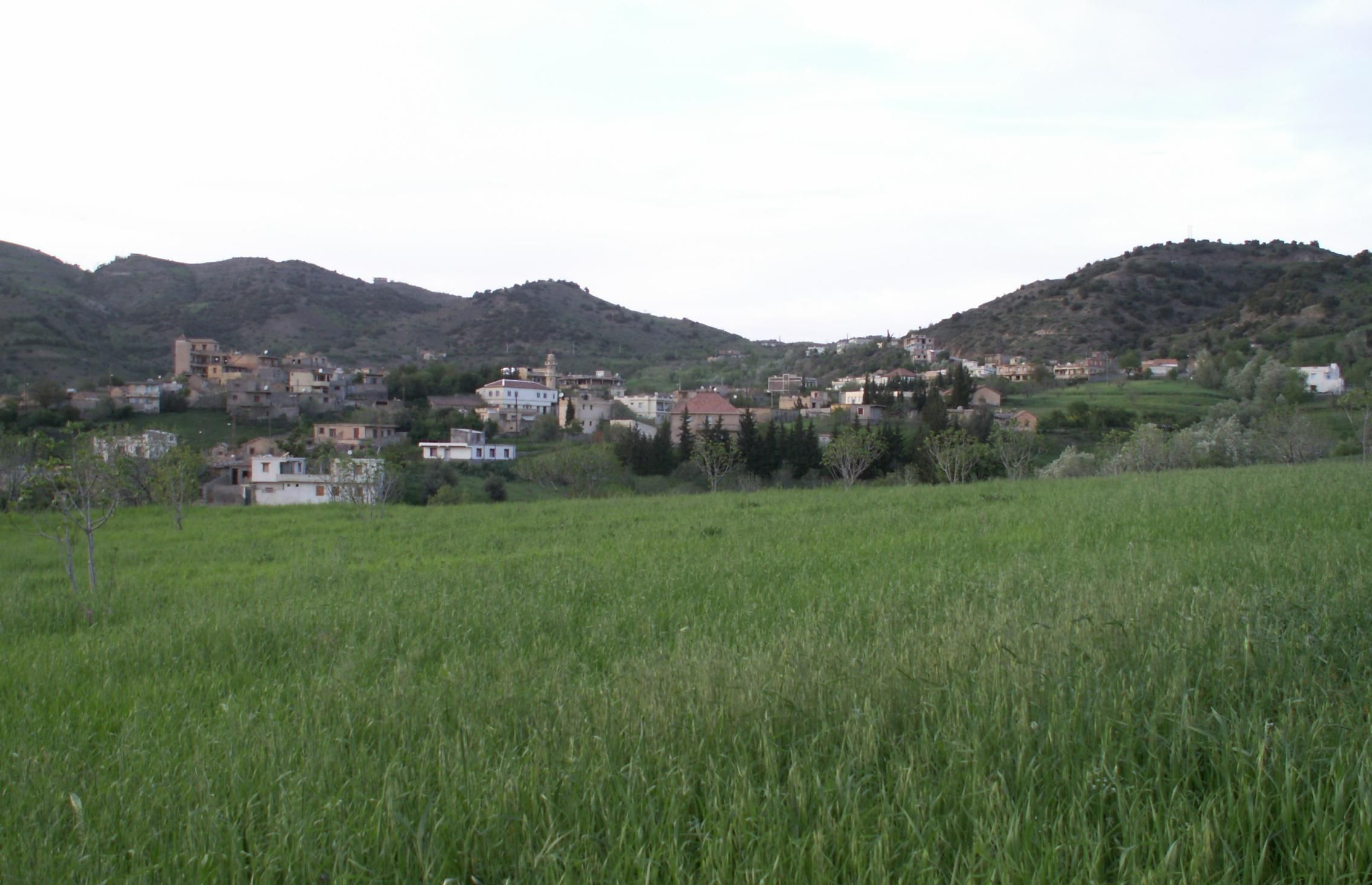
Tiwal falu látképe

Tiwal, kabil nyelven At wawal (jelentése „az ígéretet betartó emberek”), teljesen kabil lakosságú algériai falu. Két kilométerre van a At Maεuc község központjától, Bgayet megyében. Lakossága fügetermesztéssel és olívaolaj-készítéssel foglalkozik. Jelenleg a falunak kb. 1000 lakosa van, többségben fiatal.

## Történelmi jelentősége
Tiwal ismeretes a francia gyarmatosítók elleni harcban betöltött szerepéért. 1957 január 27-én az első Beni Maouche községbeli felkelés színhelye volt. Azóta a 114 mártír falujának nevezik.
1961-ben, egy évvel a függetlenség kivívása előtt, Tiwal ismét tíz áldozatot követelő vérengzés színhelye volt.

## Kultúra
1991-ben Tiwal megalakította az első társadalmi és kulturális egyesületét, Tighri N Tiwal néven, a kabil nyelv és kulturális örökség ápolása céljából. A híres Bgayet megyebeli egyesületekkel együtt, a Tighri egyesület sikeresen szerepel immár hagyományos részvételével országos és helyi eseményeken. Tagjainak köszönhetően, példás progresszív társadalmi tényezővé lett.
1992-ben, Abid Aksil és Hocine Boukider fiúkból és lányokból álló zenei együttest hoztak létre, azzal a céllal, hogy új hangokkal járuljanak hozzá a kabil ének ápolásához.
1994 óta, Foudil Boukider elnöksége alatt, az egyesület társadalmi téren is tevékenykedik. Az önkéntességet szorgalmazza, egészségügyi, természetvédelmi és más témájú előadásokat szervez a lakosság számára stb. Az egyesület szívvel, lélekkel vesz részt útépítésben, ivóvíz-elosztó rendszer megvalósításában, hímző műhely létrehozásában stb.

## Fordítás
- Ez a szócikk részben vagy egészben  a   Tiwal című francia Wikipédia-szócikk ezen változatának fordításán alapul.  Az eredeti cikk szerkesztőit annak laptörténete sorolja fel. Ez a jelzés csupán a megfogalmazás eredetét és a szerzői jogokat jelzi, nem szolgál a cikkben szereplő információk forrásmegjelöléseként.

## Külső hivatkozások
- Tiwal honlapja Archiválva 2008. október 13-i dátummal a Wayback Machine-ben